# Episodi di Grown-ish (seconda stagione)
La seconda stagione della serie televisiva Grown-ish, composta da 21 episodi, è stata trasmessa sul canale statunitense Freeform in due parti; la prima metà dal 2 gennaio al 6 marzo 2019, mentre la seconda metà dal 5 giugno al 7 agosto dello stesso anno.
In Italia è stata pubblicata interamente su Prime Video a febbraio 2020, e poi, su Disney+ il 23 aprile 2021. In chiaro viene trasmessa su Italia 1 dall'8 luglio 2021 alle 06:50.
| n° | Titolo originale          | Titolo italiano                  | Prima TV USA     | Prima TV Italia |
| -- | ------------------------- | -------------------------------- | ---------------- | --------------- |
| 1  | Better                    | Meglio                           | 2 gennaio 2019   | Febbraio 2020   |
| 2  | Nothing Was the Same      | Nlente era uguale                | 2 gennaio 2019   | Febbraio 2020   |
| 3  | New Rules                 | Nuove regole                     | 9 gennaio 2019   | Febbraio 2020   |
| 4  | In My Feelings            | Genialità                        | 16 gennaio 2019  | Febbraio 2020   |
| 5  | Girls Like You            | Ragazze come te                  | 23 gennaio 2019  | Febbraio 2020   |
| 6  | Love Galore               | Stile geniale                    | 30 gennaio 2019  | Febbraio 2020   |
| 7  | Messy                     | La nuova politica                | 6 febbraio 2019  | Febbraio 2020   |
| 8  | Workin' Me                | Consulente di stile              | 13 febbraio 2019 | Febbraio 2020   |
| 9  | Body Count                | Linee di confine                 | 20 febbraio 2019 | Febbraio 2020   |
| 10 | Wild'n Cuz I'm Young      | Me la spasso perché sono giovane | 27 febbraio 2019 | Febbraio 2020   |
| 11 | Face the World            | Affrontare il mondo              | 6 marzo 2019     | Febbraio 2020   |
| 12 | Fake Love                 | Il codice delle amiche           | 5 giugno 2019    | Febbraio 2020   |
| 13 | You Decide                | La decisione                     | 12 giugno 2019   | Febbraio 2020   |
| 14 | Can't Knock the Hustle    | La fatica va sempre premiata     | 19 giugno 2019   | Febbraio 2020   |
| 15 | Tweakin'                  | Relazioni definite e non         | 26 giugno 2019   | Febbraio 2020   |
| 16 | Self Care                 | Weekend rigenerante              | 3 luglio 2019    | Febbraio 2020   |
| 17 | Strictly 4 My...          | Esclusivamente per...            | 10 luglio 2019   | Febbraio 2020   |
| 18 | Nice for What             | Sostegno tra donne               | 17 luglio 2019   | Febbraio 2020   |
| 19 | Only Human                | Solo esseri umani                | 24 luglio 2019   | Febbraio 2020   |
| 20 | Mind Playing Tricks on Me | La mente mi fa brutti scherzi    | 31 luglio 2019   | Febbraio 2020   |
| 21 | Dreams and Nightmares     | Sogni e incubi                   | 7 agosto 2019    | Febbraio 2020   |